# SN 2006X
SN 2006X – supernowa typu Ia odkryta 4 lutego 2006 roku w galaktyce Messier 100 (NGC 4321). Jej maksymalna jasność wynosiła 15,40m.

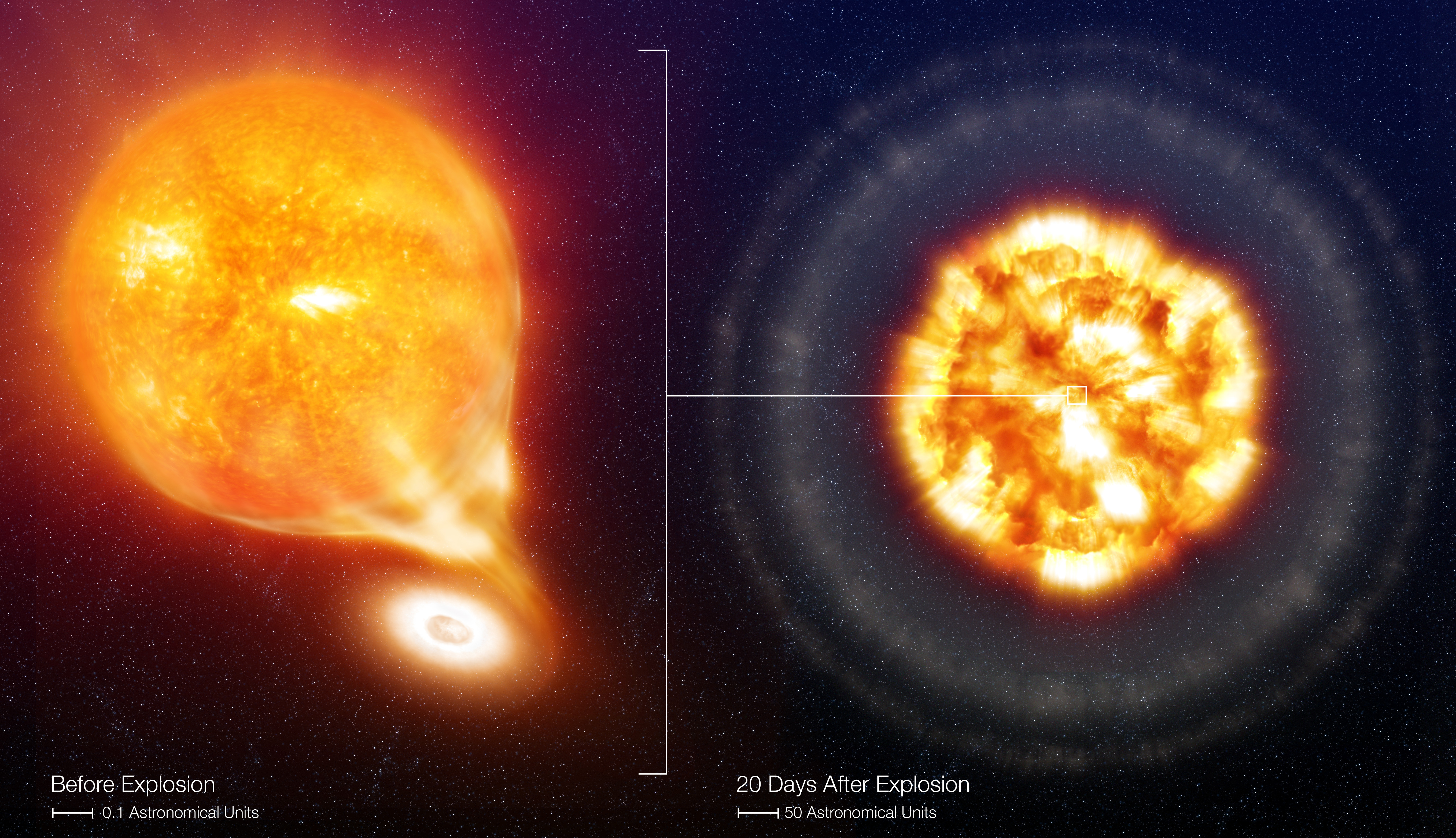
Wizja artystyczna – z lewej przed wybuchem, z prawej – 20 dni po wybuchu supernowej